# Somali (região)
A Região Somali é uma das nove kililoch (região) da Etiópia; a região, que faz fronteira com a Somália, recebe este nome por ser habitada principalmente por somalis.

## Dados
Capital: Jijiga
População: 3 602 000 hab.
Área: 279 252 km²